# Heimkehrerstiftung
Die Heimkehrerstiftung war eine gemeinnützige Stiftung des öffentlichen Rechts der Bundesrepublik Deutschland mit Sitz in Bonn.
Sie wurde 1956 nach § 44 des Kriegsgefangenenentschädigungsgesetzes unter dem Namen Heimkehrerstiftung – Stiftung für ehemalige Kriegsgefangene errichtet und seit 1993 unter der Bezeichnung Heimkehrerstiftung fortgeführt.
Ihre Aufgabe war die wirtschaftliche und soziale Förderung ehemaliger deutscher Kriegsgefangener.
Dazu gehören:
- Deutsche, die wegen militärischen oder militärähnlichen Dienstes im ursächlichen Zusammenhang mit dem Zweiten Weltkrieg gefangen genommen und von einer ausländischen Macht festgehalten wurden (ehemalige Kriegsgefangene),
- hinterbliebene Ehegatten verstorbener ehemaliger Kriegsgefangener, sofern sie keine neue Ehe eingegangen sind und
- Personen, die als ehemalige Kriegsgefangene im Sinne dieses Gesetzes gelten (Deutsche, die im ursächlichen Zusammenhang mit Ereignissen, die unmittelbar mit der Kriegsführung des Zweiten Weltkrieges zusammenhingen oder wegen ihrer Volkszugehörigkeit von einer ausländischen Macht festgehalten oder in ein ausländisches Staatsgebiet verschleppt wurden).

Die Heimkehrerstiftung wurde durch bundesgesetzliche Regelung (Heimkehrerstiftungsaufhebungsgesetz – HKStAufhG) zum 31. Dezember 2007 aufgelöst. Ihre Aufgaben gingen am 1. Januar 2008 auf das Bundesverwaltungsamt über.